# پیکرک (تمثال)

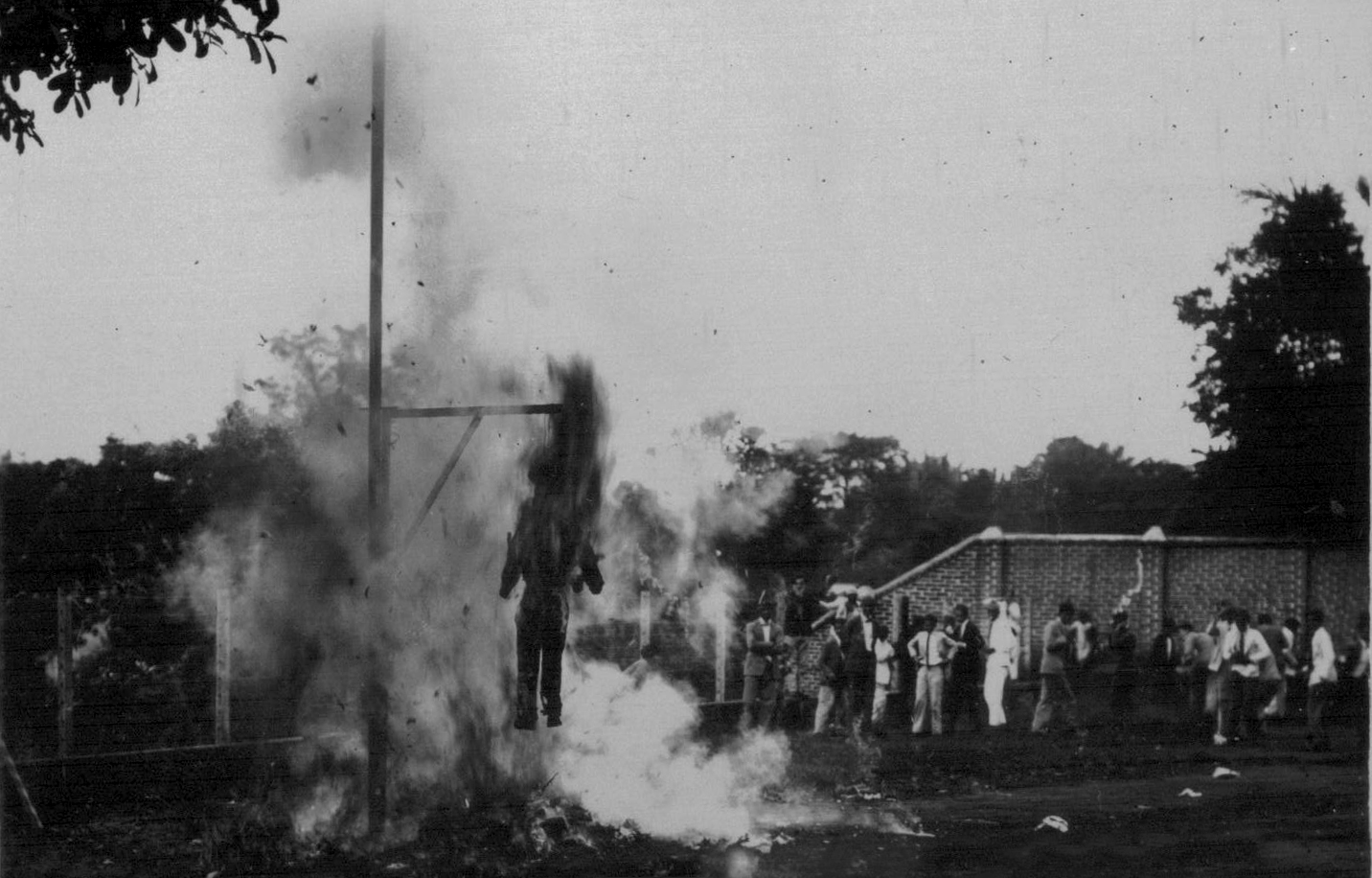
سوزاندن پیکرک یهودا اسخریوطی در برزیل در سال ۱۹۰۹

پیکرک (انگلیسی: Effigy) اغلب نمایش مجسمه ای در اندازه واقعی از یک شخص خاص، یا یک شکل اولیه است. این اصطلاح بیشتر برای آدمک‌های موقتی استفاده می‌شود که برای مجازات نمادین در اعتراضات سیاسی و برای چهره‌هایی که در سنت‌های خاصی در حوالی سال نو، کارناوال و عید پاک سوزانده می‌شوند، استفاده می‌شود. در فرهنگ‌های اروپایی، این چنین مجسمه‌هایی در گذشته برای مجازات در عدالت رسمی، زمانی که مرتکب را نمی‌توان دستگیر کرد، و در شیوه‌های عدالت عمومی شرمساری و طرد اجتماعی استفاده می‌شد.